# Amani
Amani – jednostka monetarna Królestwa Afganistanu równa funtowi angielskiemu lub 20 srebrnym afgani. W latach 1921–1928 bito złote monety o nominałach ½, 1, 2½ amani. Jeden amani miał masę 4,6 grama i był bity ze złota próby 900.